# Gareth Thomas
Gareth Thomas (Bridgend, 25 luglio 1974) è un ex rugbista a 15 e rugbista a 13 britannico.

## Biografia
Internazionale per il Galles sia nel rugby a 15 che in quello a 13, da quindicista ha giocato come utility back, nel tredici anche come seconda linea; nel rugby a 15 ha rappresentato a livello internazionale, oltre al Galles in 100 incontri (primo del suo Paese a raggiungere tale traguardo), anche i British and Irish Lions, di cui è stato capitano nel 2005, e i Barbarians; dopo un'intera carriera nel rugby a 15, chiusa nel 2010, in cui ha vinto una Coppa Europa con i francesi del Tolosa, ha disputato due stagioni nel rugby a 13 con i Crusaders, formazione di Wrexham, e si è ritirato definitivamente a ottobre 2011.

### Vita privata
Nel 2009 Gareth Thomas dichiarò pubblicamente la sua omosessualità. Nel novembre 2018, mentre si trovava a Cardiff, è stato vittima di un'aggressione di stampo omofobo da parte di un gruppo di uomini, che gli ha causato delle tumefazioni al volto. È stato salvato dell'intervento della polizia, che è riuscita a trarre in arresto un sedicenne. Nel 2019 annuncia di aver contratto l'HIV.

### Film
Nel novembre 2011 l'attore americano Mickey Rourke ha annunciato di voler interpretare Gareth Thomas in un film sulla vita del rugbista. Successivamente Rourke ha annunciato di aver rifiutato la parte.

## Palmarès
- Heineken Cup: 1
Tolosa: 2004-05